# Fifty Shades of Grey
Fifty Shades of Grey er en erotisk roman fra 2011 skrevet af E. L. James. Det er den første bog i Fifty Shades of Grey-trilogien, der handler om forholdet mellem Anastasia Steele og den unge virksomhedejer Christian Grey. Den er kendt for sine eksplicitte erotiske scener med elementer af seksuel praksis, som indebærer bondage/disciplin, dominans/underkastelse, og sadisme/masochisme (BDSM). Oprindeligt blev den udgivet som e-bog og print-on-demand,, hvorefter Vintage Books i marts 2012 erhvervede udgivelsesrettighederne.
Bogen er filmatiseret i 2015 under samme navn.